# Olivella moorei
Olivella moorei är en snäckart som beskrevs av Abbott 1951. Olivella moorei ingår i släktet Olivella och familjen Olividae. Inga underarter finns listade i Catalogue of Life.